# Josep Franch Xargay
 (septembre 2014).
Si vous disposez d'ouvrages ou d'articles de référence ou si vous connaissez des sites web de qualité traitant du thème abordé ici, merci de compléter l'article en donnant les références utiles à sa vérifiabilité et en les liant à la section « Notes et références ».
Ne pas confondre avec le basketteur Josep Franch.
Pour les articles homonymes, voir Xargay.
Josep Franch Xargay, né le 1er août 1943 à Santa Cristina d'Aro (Catalogne, Espagne) et mort le 19 mai 2021 à Barcelone, est un footballeur espagnol qui jouait au poste de défenseur.

## Biographie
Josep Franch débute en première division avec le FC Barcelone lors de la saison 1968-1969. En trois saisons avec Barcelone, il joue 17 matchs et marque un but.
En 1971, il est recruté par le CE Sabadell qui joue en première division. Josep Franch joue 31 matchs et marque un but. Sabadell descend en deuxième division et Josep Franch joue trois saisons supplémentaires avec les Arlequinats.